# Aprendizaje auditivo
El aprendizaje auditivo es un método de enseñanza que se dirige a los estudiantes, cuyo estilo se orienta más hacia la asimilación de información a través del oído, depende de escuchar y hablar como maneras principales para su aprendizaje, estas personas dialogan tanto como interna como externamente, suelen ser muy buenos escuchando a los demás, tienen facilidades para la música y para los idiomas, y suelen ser más tranquilos que los visuales.
Suelen tener dificultades con las instrucciones recibidas de forma escrita. Los aprendices auditivos usan sus habilidades de buenos oyentes y de buenos comunicadores para organizar la información que están recibiendo y así se procesa mejor.

## Características
- Una persona auditiva es aquella que aprende por medio de experiencias relacionadas con el oído, generalmente se deja llevar por su sentido del oído.
- Para las personas con un estilo de aprendizaje auditivo, su principal modo de expresarse y de experimentar el mundo es usando este sentido.
- Es frecuente escucharles leer en voz alta, tararear mientras estudian, inventar canciones o rimas con los temas que deben aprender, o incluso estudiar con música.
- Los individuos auditivos habitualmente tienen una gran capacidad para dominar disciplinas como la música o los idiomas.

- Datos: Q15696849